# Битва при Рафдан-Муканне
Би́тва при Рафда́н-Мука́нне — одно из крупнейших сражений Саудовско-рашидийской войны за объединение Саудовской Аравии между войсками Джебель-Шаммара и Эмирата Неджд и Хаса, произошедшее 12 апреля 1906 года в районе Эль-Касим, завершившаяся победой Неджд и Хаса. В битве погиб эмир Джебель-Шаммара Абд аль-Азиз ибн Митаб, что отказало значительное влияние на битву.
Победа Ибн-Сауда при Рафдан-Муканне положила конец присутствию Османской империи в Неджде и Эль-Касиме к концу октября 1906 года, а также к общему победоносному завершению войны в пользу Неджд и Хаса. После сражения осталось много османских военнопленных и множество орудий. Окончательно война завершилась в 1906 году, а после войны Джебель-Шаммар упал в своём могуществе, и окончательно был ликвидирован в 1921 году, после Третьей саудовско-рашидийской войны.

## Итоги и значение
В результате сражения войско Джебель-Шаммара было полностью разгромлено, и оно дало значительное влияние на дальнейший исход войны. Среди военнопленных было большое количество османов.